# Newtonia archboldi
La newtonia de Archbold (Newtonia archboldi) es una especie de ave paseriforme de la familia Vangidae endémica de Madagascar. Su nombre conmemora al explorador y naturalista estadounidense Richard Archbold.

## Descripción
Mide alrededor de 12 cm de longitud. Tiene el plumaje de las partes superiores de color pardo grisáceo, con la frente castaña, y las partes inferiores de color blanco con el pecho manchado de tonos canelas. Su pico es negro y puntiagudo y sus ojos son blanquecino amarillentos.

## Distribución y hábitat
Se encuentra en zonas de matorral semiárido y los bosques secos del sur de Madagascar.